# Ferula juniperina
Ferula juniperina là một loài thực vật có hoa trong họ Hoa tán. Loài này được Forovin mô tả khoa học đầu tiên năm 1959.